# 山本山トンネル
山本山トンネル（やまもとやまトンネル）は、関越自動車道の越後川口ICと小千谷ICの間にあるトンネルである。山本山を貫いている。

## トンネル全長
- 上り線（前橋方面） 1,838m
- 下り線（長岡方面） 1,804m

## 概要
- 現在は4車線である。
- 新潟県小千谷市大字池ケ原付近にある。
- 上下線の小千谷方の坑口はボックス型になっている。
- 上下線ともにトンネル内はカーブしている。

## 隣
E17 関越自動車道
(19)越後川口IC/SA - 山本山トンネル - (20)小千谷IC